# Phoenix (Carpark North)
Phoenix è un album in studio del gruppo rock danese Carpark North, pubblicato nel 2014.

## Tracce
1. Intro – 1:03
2. Phoenix – 3:01
3. 32 (feat. Stine Bramsen) – 4:10
4. Renegade – 3:36
5. Just Like Me (feat. Søren Dahl Jeppesen) – 4:05
6. You're My Fire (feat. Nik & Jay) – 4:14
7. Better Off Alone – 3:57
8. I Walk On – 5:47
9. Copenhagen – 4:02
10. Army of Open Arms – 4:50
11. One to Breathe For – 5:00
12. Brothers – 3:46

## Formazione
- Lau Højen – voce, chitarra
- Søren Balsner – basso, sintetizzatore
- Morten Thorhauge – batteria